# Meranoplus flaviventris
Meranoplus flaviventris é uma espécie de formiga do gênero Meranoplus, pertencente à subfamília Myrmicinae.